# 피전 포인트 등대

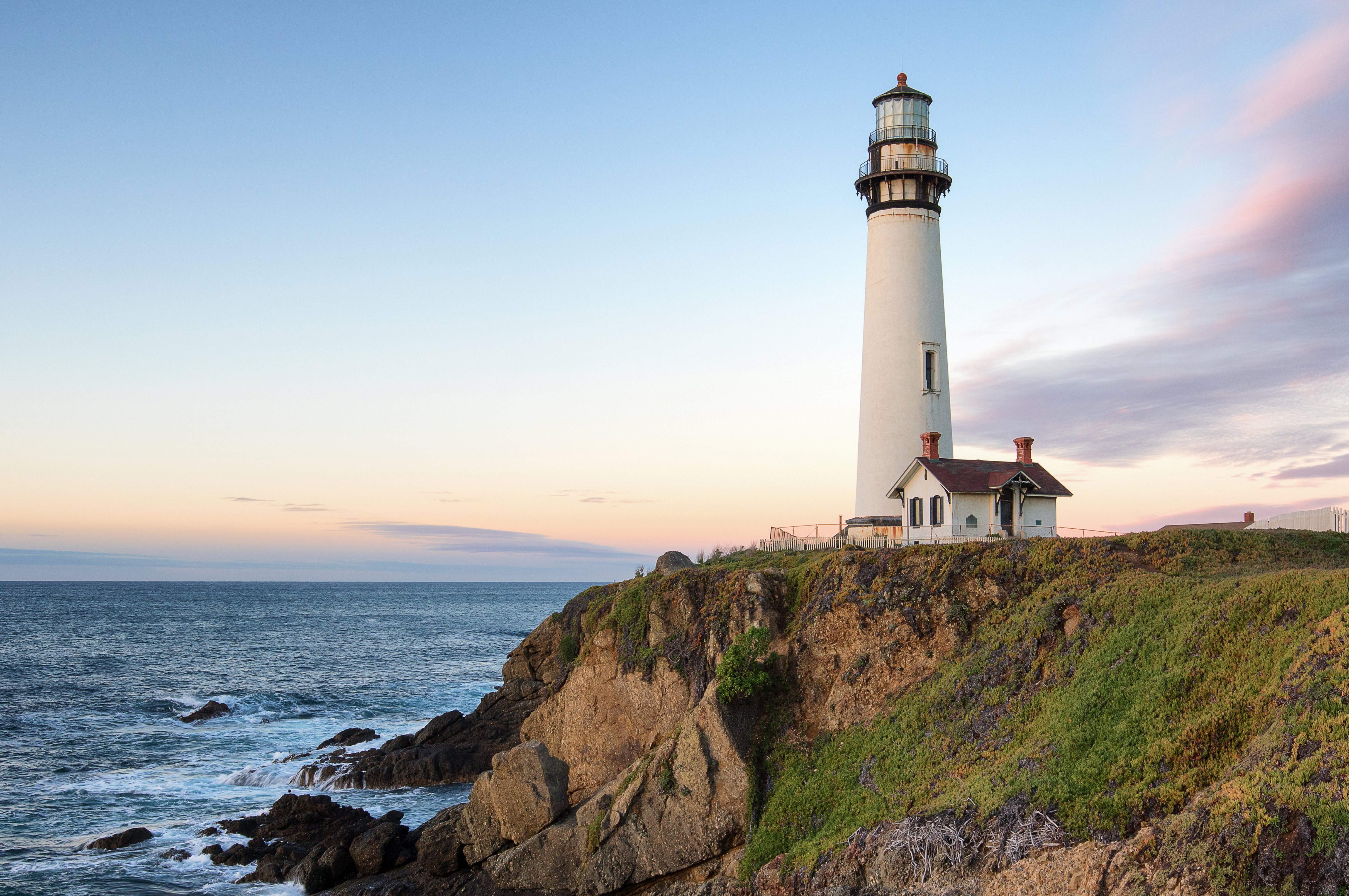

피전 포인트 등대(Pigeon Point Lighthouse)는 미국 캘리포니아주 태평양 해안의 선박을 안내하기 위해 1871년 설립된 등대이다. 미국 서부해안의 가장 높이가 높인 등대이다. 미국 해안경비대가 활동 중이다. 샌타크루즈와 샌프란시스코 사이 캘리포니아주 페스카데로 남쪽으로 8킬로미터 떨어진 해안고속도로(캘리포니아주도 제1호선)에 위치해 있다. 35미터 높이이다.

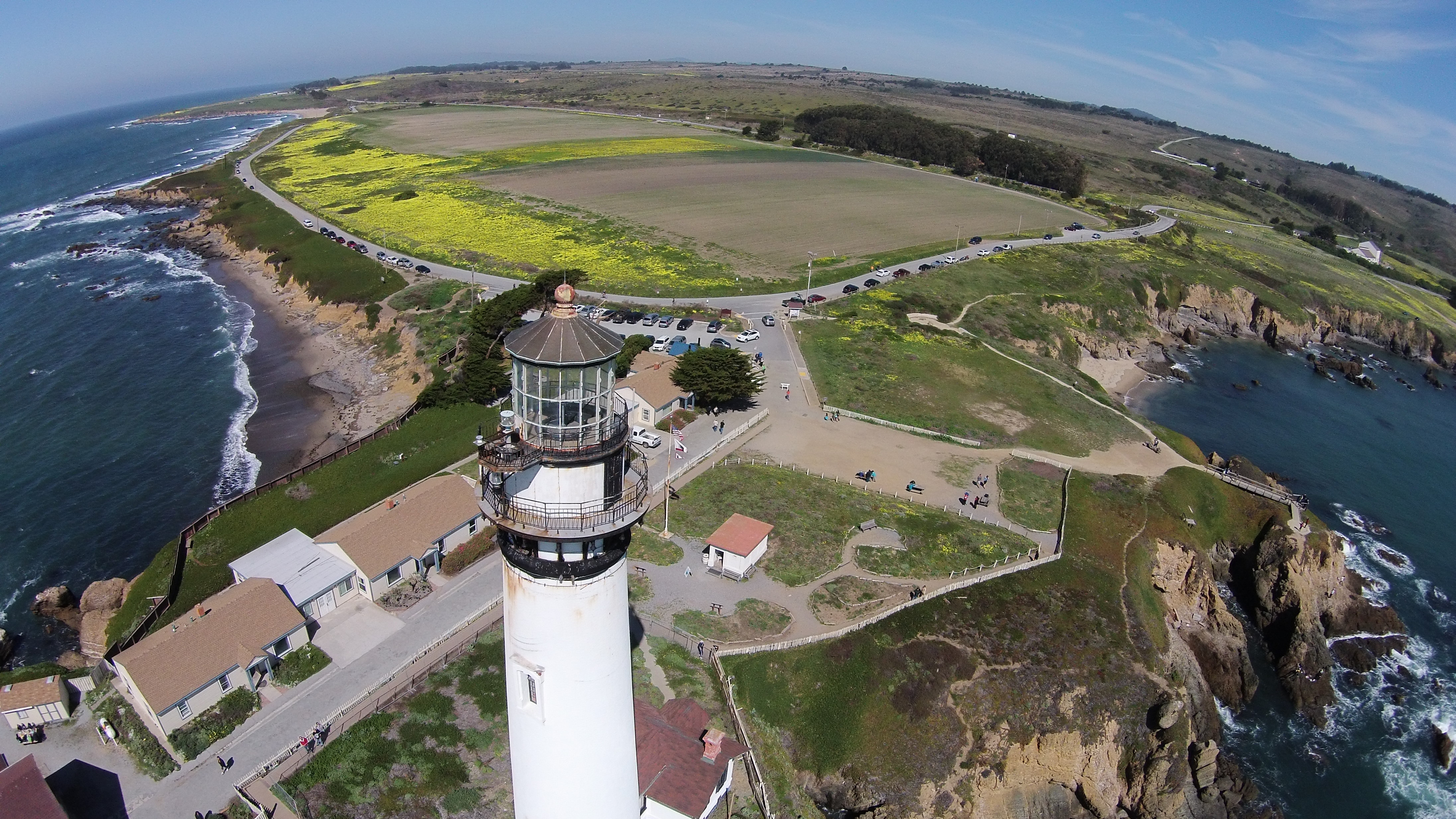
항공뷰